# Paulette Jiles
Paulette Jiles (a veces, Paulette K. Jiles, Paulette Jiles-Johnson; Salem, Misuri, 4 de abril de 1943 - Houston, 8 de julio de 2025) fue una poetisa, memorialista y novelista estadounidense. Fue conocida por su obra Noticias del gran mundo (2016), finalista del Premio Nacional del Libro.

## Biografía
Paulette Kay Jiles nació el 4 de abril de 1943 en Salem, Misuri. Estudió Lenguas Romances en la Universidad de Misuri–Kansas City, graduándose en 1968.
En 1969 se trasladó a Toronto, Canadá, donde trabajó para la CBC/Radio-Canada y durante una década participó en el desarrollo de emisoras de radio FM en lenguas indígenas en el norte de Ontario y Quebec. En este periodo aprendió ojibwa, lengua hablada por los anishinaabeg.
Tras casarse con Jim Johnson, la pareja se trasladó en 1991 a San Antonio (Texas), donde se instalaron definitivamente en 1995 después de varios años de viajes por México y otros países. Tras su divorcio en 2003, Jiles se trasladó a vivir a un rancho de 36 acres en Utopía, a unos 80 km al oeste de San Antonio.
En junio de 2025 anunció que padecía esteatosis hepática no alcohólica. Falleció en Houston el 8 de julio de 2025, a los 82 años.

## Carrera literaria
Debutó en 1973 con la colección de poesía Waterloo Express. A lo largo de su carrera publicó poesía, memorias y novelas históricas. Su novela Noticias del gran mundo (2016) fue finalista del Premio Nacional del Libro en la categoría de Ficción y fue adaptada al cine por Paul Greengrass en 2020, con Tom Hanks y Helena Zengel en los papeles principales.

## Obras

### Poesía
- Waterloo Express (1973)
- Celestial Navigation (1984, ganadora del Governor General's Award de Poesía)
- The Jesse James Poems (1988)
- Flying Lesson: Selected Poems (1995)

### Novelas
- The Golden Hawks (Where We Live) (1985)
- Sitting in the Club Car Drinking Rum and Karma Kola (1986)
- The Late Great Human Road Show (1986)
- Enemy Women (2002, ganadora del Atwood Gibson Writers' Trust Fiction Prize)
- Stormy Weather (2007)
- The Color of Lightning (2009)
- Lighthouse Island (2013)
- News of the World (Noticias del gran mundo, 2016)
- Simon the Fiddler (El violinista, 2020)
- Chenneville: A Novel of Murder, Loss, and Vengeance (2023)

### Otras obras
- Blackwater (1988)
- Song to the Rising Sun (1989)
- Cousins (1992)
- North Spirit: Travels Among the Cree and Ojibway Nations and Their Star Maps (1995)

## Premios y reconocimientos
- Governor General's Award de Poesía (1984), por Celestial Navigation.
- Pat Lowther Award (1985).
- Gerald Lampert Award (1985).
- Atwood Gibson Writers' Trust Fiction Prize (2002), por Enemy Women.
- Finalista del Premio Nacional del Libro (2016), por Noticias del gran mundo.

## Adaptaciones cinematográficas
- Noticias del gran mundo (News of the World), dirigida por Paul Greengrass (2020).